# Taririnsäure
Die Taririnsäure ist eine ungesättigte Fettsäure in der Gruppe der Alkinsäuren. Sie war im Jahr 1892 der erste nachgewiesene Naturstoff mit Dreifachbindung. Sie ist ein Isomer der Stearolsäure, von der sie sich nur durch die Position der Dreifachbindung unterscheidet. Andere Isomere, die jedoch statt einer Dreifachbindung zwei Doppelbindungen tragen, sind Linolsäure, Taxolensäure und Laballensäure. 

## Vorkommen
Taririnsäure kommt in spezifischen pflanzlichen Ölen und Fetten verestert mit Glycerin vor. Sie wurde erstmals 1892 aus dem Samenöl einer Picramnia-Art isoliert. Weitere Nachweise erfolgten in Picramnia ramiflora (Syn.: Picramnia camboita) aus Brasilien, in Picramnia teapensis (Syn.: Picramnia carpinterae) aus Guatemala und Picramnia antidesma (Syn.: Picramnia lindeniana) aus Mexiko. Das Vorkommen von Taririnsäure als Hauptfettsäure gilt als Merkmal von Arten der Familie Picramniaceae, diverse Pricramnia-Arten enthalten bis zu 95 % Taririnsäure. In Picramnia sellowii macht sie zum Beispiel etwa 85 % der Fettsäuren aus, in  Alvaradoa amorphoides etwa 58 %.
Außerhalb dieser Familie kommt sie beispielsweise in Pentagonia gigantifolia vor, in Stachys milanii, im Gewöhnlichen Andorn. Taririnsäure wurde auch in mehreren Moosen und Lebermoosen nachgewiesen; in Calliergon cordifolium, im Bärlapp-Sichelmoos und im Quellmoos, im Untergetauchten Sternlebermoos und Pellia neesiana (Gattung Pellia). Ebenso kommt sie in Moosen der Familie Dicranaceae vor.
Vielleicht kommt sie auch in Ballota cristata aus der Familie der  Lippenblütler vor, dort wurde sie aber nicht eindeutig identifiziert.

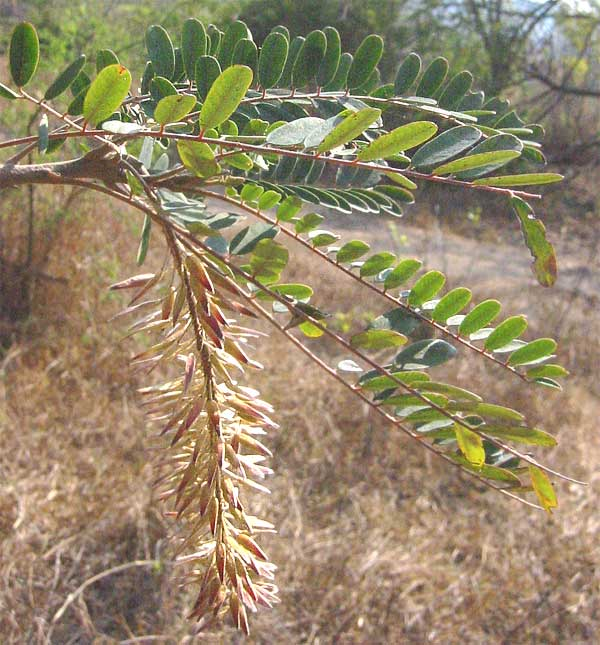
Alvaradoa amorphoides
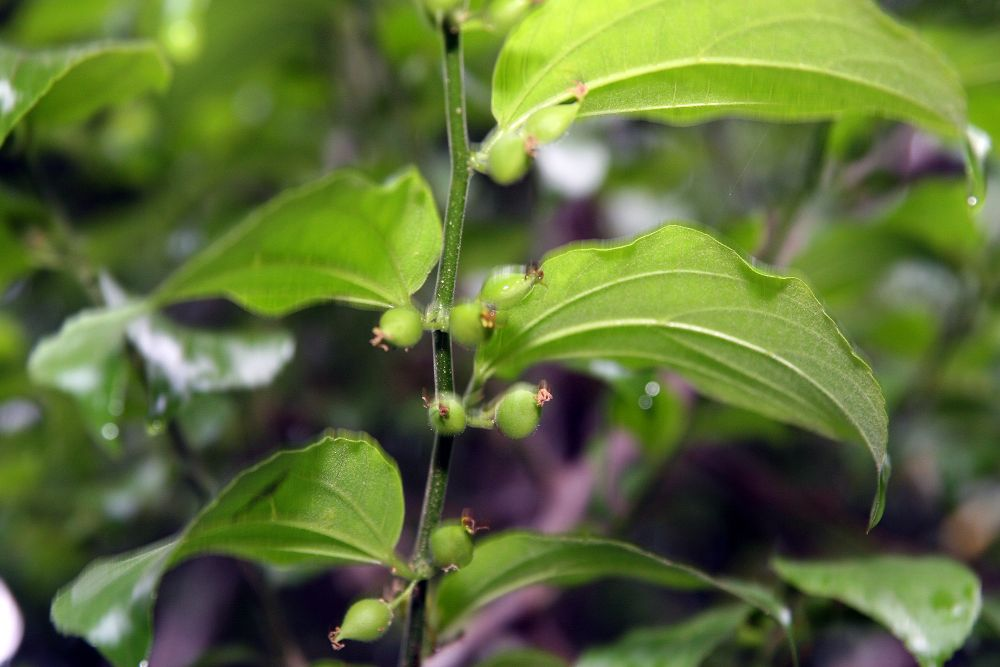
Picramnia antidesma
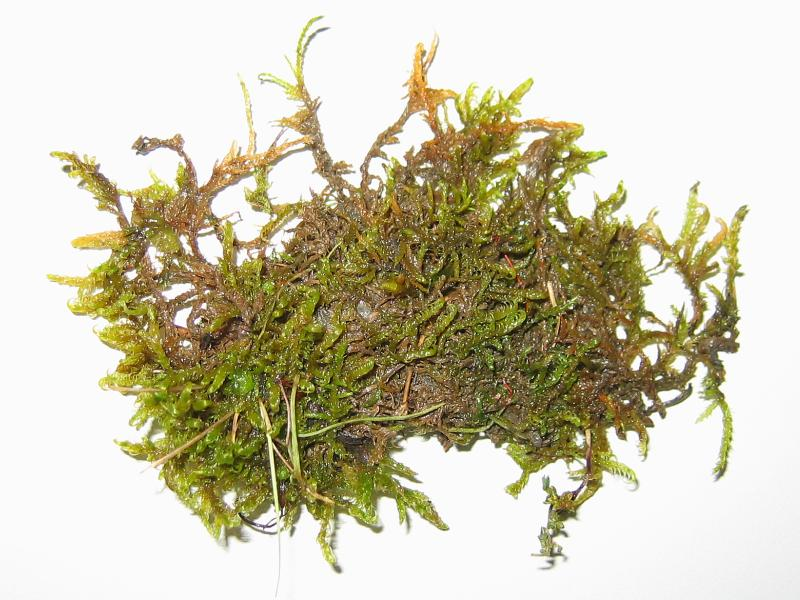
Bärlapp-Sichelmoos

## Gewinnung und Darstellung
Taririnsäure kann durch Reaktion von 1-Tridecin, 5-Brompentansäure und Lithiumamid in THF und flüssigem Ammoniak synthetisiert werden.
Die Synthese reiner Taririnsäure gelingt auch über Bromierung von Petroselinsäure und anschließende Dehydrobromierung mit Kaliumhydroxid, also Abspaltung von zwei Molekülen Bromwasserstoff.

## Eigenschaften
Taririnsäure übt eine stärkere Hemmwirkung auf Mikroorganismen aus als Petroselinsäure. Sie wirkt selektiv und stark fungizid gegen Candida albicans.

### Metabolismus und Toxikologie
In einer Studie an Ratten wurden diese mit Taririnsäure gefüttert (entweder 35 g über 18 Tage oder 22 g über 7 Tage). Dabei traten keine negativen gesundheitlichen Effekte auf, aber der Einbau der Taririnsäure ins Körperfett (ca. 4,5 %) und in die Fette der Leber (ca. 0,7 %) konnte festgestellt werden.

## Nachweis
Der Nachweis und die Gehaltsbestimmung von Taririnsäure wie auch anderer Fettsäuren in Fetten wird in der Regel durch Gaschromatographie der Methylester durchgeführt; ergänzend kann eine Trennung der ungesättigten Fettsäuren mit Silbernitrat-Dünnschichtchromatographie erfolgen.